# Pineberry

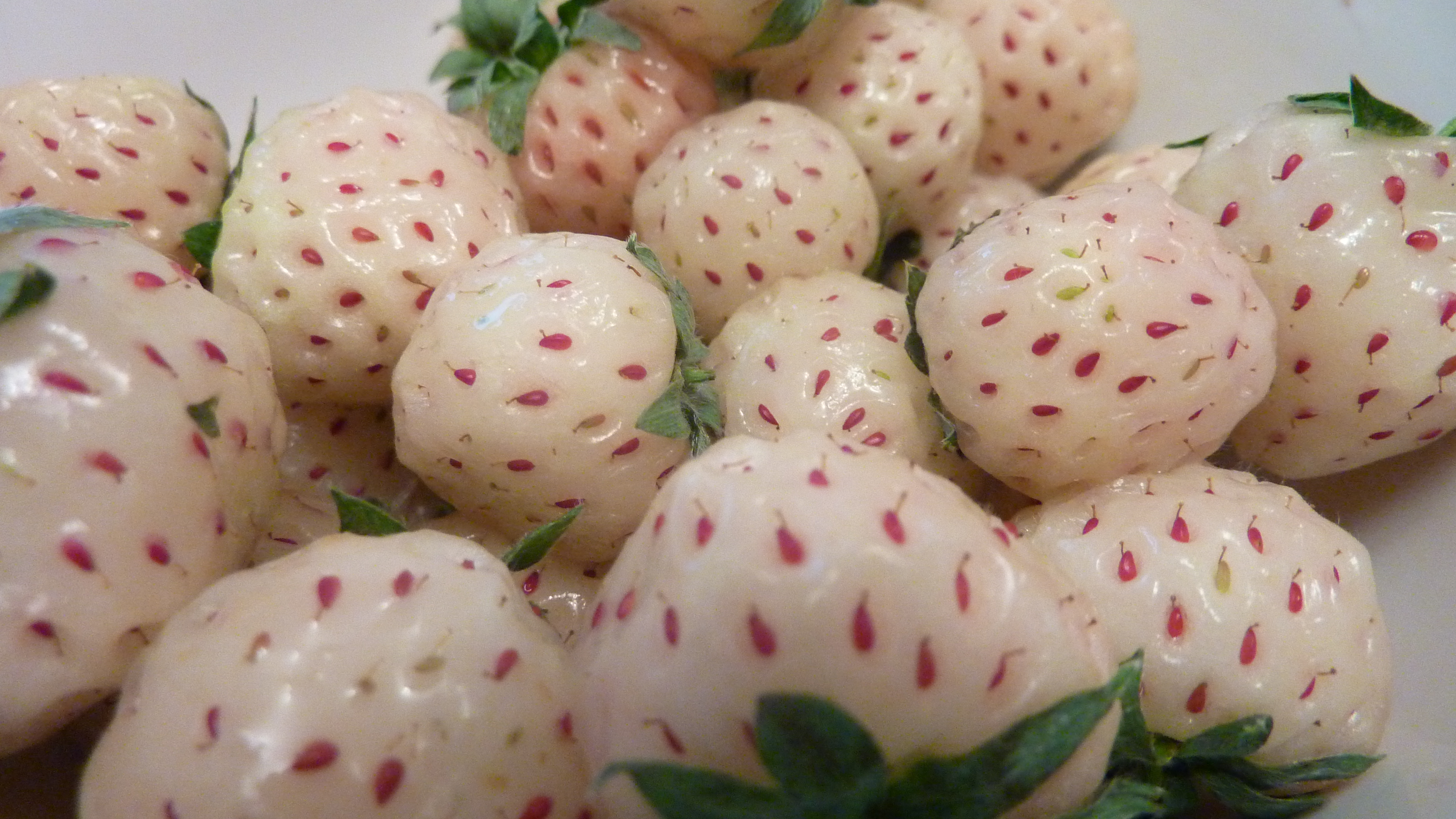
Pineberry-vruchten

De pineberry of ananasaardbei is een witte cultivar van de aardbei (Fragaria × ananassa), een kruising van Fragaria chiloensis, van oorsprong afkomstig van de westkust van beide Amerika's, en Fragaria virginiana, van oorsprong uit Noord-Amerika.
De vruchten van deze cultivar zijn kleiner dan een gewone aardbei; een volgroeide vrucht meet tussen de 20 en 25 mm. De kleur van het vruchtvlees kan variëren van wit tot roze of oranje. Het is zeer geurig met een lichte ananassmaak. De plant is ziektebestendig, maar heeft geen hoge fruitopbrengst. Door kruisbestuiving kan de vruchtzetting worden bevorderd. De pineberry wordt vooral geteeld voor toepassing in restaurants en bakkerijen, maar is aan het eind van de lente ook op kleine schaal in de detailhandel verkrijgbaar.

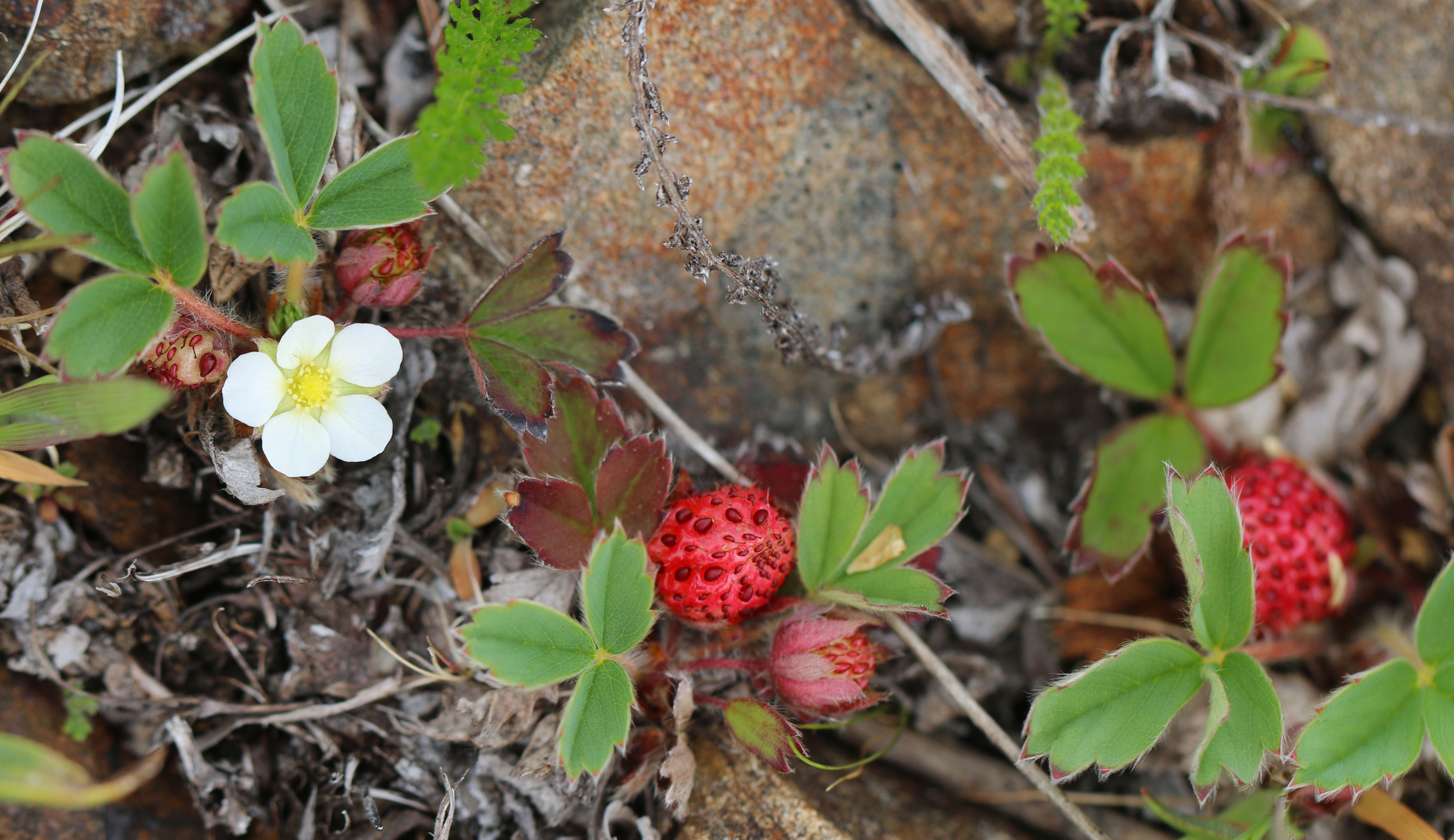
Fragaria chiloensis, een van de ouders van de kruising Fragaria × ananassa, kan zowel bleekrode als witte vruchten dragen. Op deze afbeelding zijn beide variaties te zien.

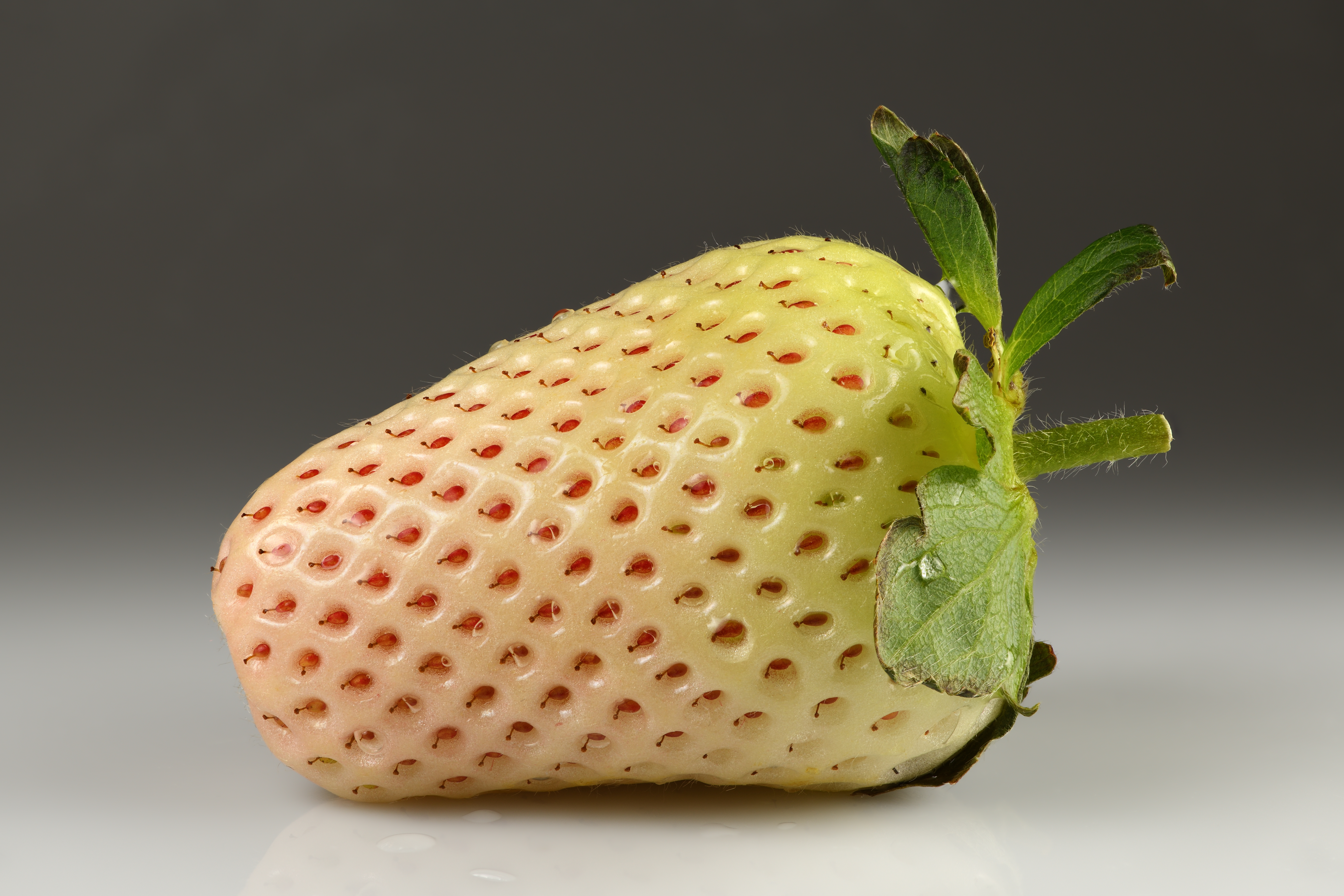
'Florida Pearl'

Het uitgangsmateriaal voor deze aardbei, planten met witte vruchten, werd even na de eeuwwisseling door een groep Nederlandse kwekers gevonden in Frankrijk. Vervolgens begon een kweek- en veredelingsprogramma. In 2010 kon de witte aardbei voor het eerst op de markt worden gebracht, onder meer in de supermarktketen "Waitrose" in het Verenigd Koninkrijk.

## Geschiedenis
De pineberry komt oorspronkelijk uit Zuid-Amerika. Al in de achttiende eeuw waren deze planten al best wel bekend.
In 1766 kreeg de Franse botanicus Antoine Nicolas Duchesne een paar van deze aardbeien van een paar Nederlandse boeren, zo ontdekte hij dat ze een kruising waren van de wilde witte aardbeien uit Chili en de Europese aardbei, die groter en sappiger waren. Uit deze experimenten ontstaan de pineberry's, de naam is afkomstig vanuit het feit dat ze naar ananas smaken.